# Spirobranchus nigranucha
Spirobranchus nigranucha är en ringmaskart som först beskrevs av Fischli 1903.  Spirobranchus nigranucha ingår i släktet Spirobranchus och familjen Serpulidae. Inga underarter finns listade i Catalogue of Life.